# Mnichov (ort i Tjeckien, Plzeň)
Mnichov är en ort i Tjeckien.   Den ligger i regionen Plzeň, i den västra delen av landet, 140 km sydväst om huvudstaden Prag. Mnichov ligger 481 meter över havet och antalet invånare är 227.
Terrängen runt Mnichov är kuperad åt sydväst, men åt nordost är den platt.Runt Mnichov är det ganska tätbefolkat, med 72 invånare per kvadratkilometer. Närmaste större samhälle är Domažlice, 13,5 km sydost om Mnichov. Trakten runt Mnichov består till största delen av jordbruksmark.